# Broughton Hackett
Broughton Hackett – wieś i civil parish w Anglii, w hrabstwie Worcestershire, w dystrykcie Wychavon. Leży 8 km na wschód od miasta Worcester i 156 km na północny zachód od Londynu. W 2011 roku civil parish liczyła 165 mieszkańców. Broughton Hackett jest wspomniana w Domesday Book (1086) jako Broctune.